# Huimilpan
Huimilpan è una città dello stato di Querétaro, nel Messico centrale, capoluogo della omonima municipalità.
La popolazione della municipalità è di 31.542 abitanti (2010) e ha una estensione di 388,4 km².